# カリフォルニケイション (曲)
「カリフォルニケイション」(Californication)は、アメリカのロックバンド、レッド・ホット・チリ・ペッパーズの楽曲。

## 解説
『カリフォルニケイション』からの4thシングル。題名は彼らの昔からの活動拠点であり、資本主義の象徴であるハリウッド映画産業を抱える "California" と「姦淫する」という意味を含む "fornicate" を合わせた造語であり、一種のレベリズム的なものとなっている。歌詞の内容はオルタナティブ・ロックの結末とカリフォルニア州への様々な感情が詰まっており、故カート・コバーンへの言及も含まれている。またニック・ケイヴは本作の歌詞を「 ハリウッドに蔓延する、完璧さに対する偽りのファンタジーについて、デイヴィッド・ドゥカヴニー出演のネットフリックスの番組なんかを観てくつろいでいるのよりも、より多くのことを教えてくれる。」と評している。
アンソニーは、「"Californication"を完成させるのは、非常に困難だった」と自伝で語っている。アンソニーが「これまでで最高の出来」と自評する詩を完成させたが、メンバーが誰もこの詩に合うサウンドを作れなかったので、今回のアルバムに収録するのは不可能と考えていたが、フルシアンテが歌詞から浮かぶ音色を表現しながら曲を構築。それをバンド内で共有し完成させた。 

## ミュージックビデオ
カリフォルニア州が大地震に見舞われる中、オープン・ワールドのビデオ・ゲーム内をメンバー4人のアバターが走り回る模様とパフォーマンス映像が織り交ぜられている。
このビデオはYouTubeのレッド・ホット・チリ・ペッパーズのミュージック・ビデオの中で最も視聴回数が多い。(2025年2月現在)

### ゲーム
このビデオに登場するゲームは2022年3月、ウィンドウズとMacによって制作されている。開発の中心を担ったミケル・キャンプス・オルテザは「あのゲームをすごくやりたかったんです。2022年にもなって、まだ誰も作っていなかったので、作ってみることに挑戦してみました」「ミュージック・ビデオから象徴的な瞬間を選んで、それぞれを違うゲームの仕組みで7つのレベルにしたんだ。みんなが気に入ってくれることを願っているよ」と述べていた。ゲームはPCとマックでダウンロード可能となっている。

## チャート
アメリカのビルボードホット100で69位、イギリスのチャートで16位に達し、アメリカのメインストリームロックトラックで2週間、アメリカのモダンロックトラックで1週間1位を獲得した。